# Gütersloh
Gütersloh é uma cidade da Alemanha, capital do distrito homónimo, na região administrativa de Detmold, estado da Renânia do Norte-Vestfália.